# Bart Meijer van Putten
Johannes Bartholomeus (Bart) Meijer van Putten (Alkmaar, 17 november 1949 – 20 juli 2007) was een Nederlandse (wetenschaps)journalist.
Hij studeerde geneeskunde aan de Universiteit van Amsterdam en behaalde er zijn doctoraal in 1978. Hij doceerde fysiotherapie aan de Hogeschool Haarlem van 1976 tot 1985. Daarna maakte hij een carrièrewending en werd binnenvaartschipper. Een aantal jaren verdiende hij hier zijn brood mee. Hij combineerde dit werk met dat van freelance journalist. Hij schreef medisch-wetenschappelijke artikelen voor onder andere de NRC en hij was de eindredacteur bij verschillende uitgevers. Begin jaren 90 was er geen werk meer voor kleine binnenvaartschippers en in 1993 werd Meijer van Putten nieuwsredacteur bij het Nederlands Tijdschrift voor Geneeskunde. Vanaf 2000 tot 2007 was hij freelance wetenschapsjournalist bij NRC Handelsblad, de Gezondgids van de Consumentenbond, en andere publicaties. Hij overleed in 2007 als gevolg van een ongeluk bij het repareren van zijn woonboot.